# گاسپرا
گاسپرا (به لاتین: Gaspra) یک روستا در اوکراین است که در کریمه واقع شده‌است.
این منطقه بیشتر برای سازه تزئینی قلعه آشیانه پرستو شناخته می‌شود که حتی نمادی از آن در پرچم این منطقه قرار دارد.

## خصوصیات
گاسپرا ۱۰٬۱۷۸ نفر جمعیت دارد و ۵۰ متر بالاتر از سطح دریا واقع شده‌است.